# Friedrich Heinrich von der Hagen
Friedrich Heinrich von der Hagen (Angermünde, 9 febbraio 1780 – Berlino, 11 giugno 1856) è stato un filologo tedesco.
Nacque ad Angermünde-Schmiedeberg nella regione Uckermark della Marca di Brandeburgo. Dopo aver studiato legge all'Università di Halle, ottenne un incarico legale nel servizio statale a Berlino, ma nel 1806 si dimise per dedicarsi esclusivamente alle mondo della letteratura. Nel 1810 fu nominato professore straordinario della letteratura tedesca all'Università di Berlino. L'anno seguente fu trasferito in una simile facoltà all'Università di Breslavia e nel 1821 tornò a Berlino come professario ordinario.

## Opere
- Nibelungenlied, di cui ha pubblicato quattro edizioni, la prima nel 1810 e l'ultima nel 1842
- Minnesinger (Leipzig, 1838-1856, 4 vols. in 5 parts)
- Lieder der altern Edda (Berlin, 1812)
- Gottfried von Strassburg (Berlin, 1823)
- a collection of Old German tales under the title Gesammtabenteuer (Stuttgart, 1850, 3 vol.)
- Das Heldenbuch (Leipzig, 1855).
- Die Thidrekssaga.
- Hundert Deutsche Erzählungen (include Der Busant, 1850; ripubblicato 1961)

Pubblicò Über die ältesten Darstellungen der Faustsage (Berlino, 1844); e dal 1835 curò Das neue Jahrbuch der Berlinischen Gesellschaft der deutsche Sprache und Altertumskunde. La sua corrispondenza con Christian Gottlob Heyne e Georg Friedrich Benecke fu pubblicata da K. Dziatzko (Leipzig, 1893).